# 6 PM
6 PM è un singolo del cantautore italiano AKA 7even, pubblicato il 29 ottobre 2021.

## Descrizione
Secondo quanto dichiarato dall'artista, 6 PM è un brano che racconta la fine di un amore incentrandosi sul concetto di tempo, sul ruolo che esso ha nelle vite e nelle relazioni umane. L'artista afferma inoltre che il brano riflette su come «ogni fine abbia un sapore amaro ma porti con sé anche tanti ricordi da ripercorrere e conservare».

## Video musicale
Il video musicale, diretto da Luther Blissett, è stato reso disponibile su YouTube il 9 novembre 2021 tramite il canale ufficiale dell'artista.

## Tracce
Testi e musiche di Luca Marzano, Alessandro La Cava, Daniele Conti, Federico Fabiano, Gianvito Vizzi e Max Elias Kleinschmidt.
1. 6 PM – 3:08